# Wer ist das Phantom?
Wer ist das Phantom? ist eine seit 2021 auf ProSieben ausgestrahlte deutsche Fernsehshow, in der ein prominent besetztes Rateteam versucht, eine national oder international bekannte Person – verborgen unter einem Phantom-Kostüm  mit LED-Maske – zu identifizieren.

## Konzept
In jeder Folge verbirgt sich ein Prominenter unter einem Phantom-Kostüm und stellt dem ständig wechselndem Rateteam mehrere Rätsel und Aufgaben, die es vom Rateteam zu lösen gilt. Werden die Aufgaben erfolgreich bestanden, so gibt es pro Runde einen Hinweis zur wahren Identität des Phantoms. Wird ein Spiel verloren, gibt es einen versteckten Hinweis, den das Rateteam zu interpretieren versucht. Gegen Ende jeder Folge gibt jedes Rateteam-Mitglied seinen finalen Tipp ab, welcher Prominente sich unter der Maske verbirgt.

## Ausstrahlung
Die vier Folgen liefen zwischen dem 26. Oktober und dem 16. November 2021 dienstags um 20:15 Uhr.

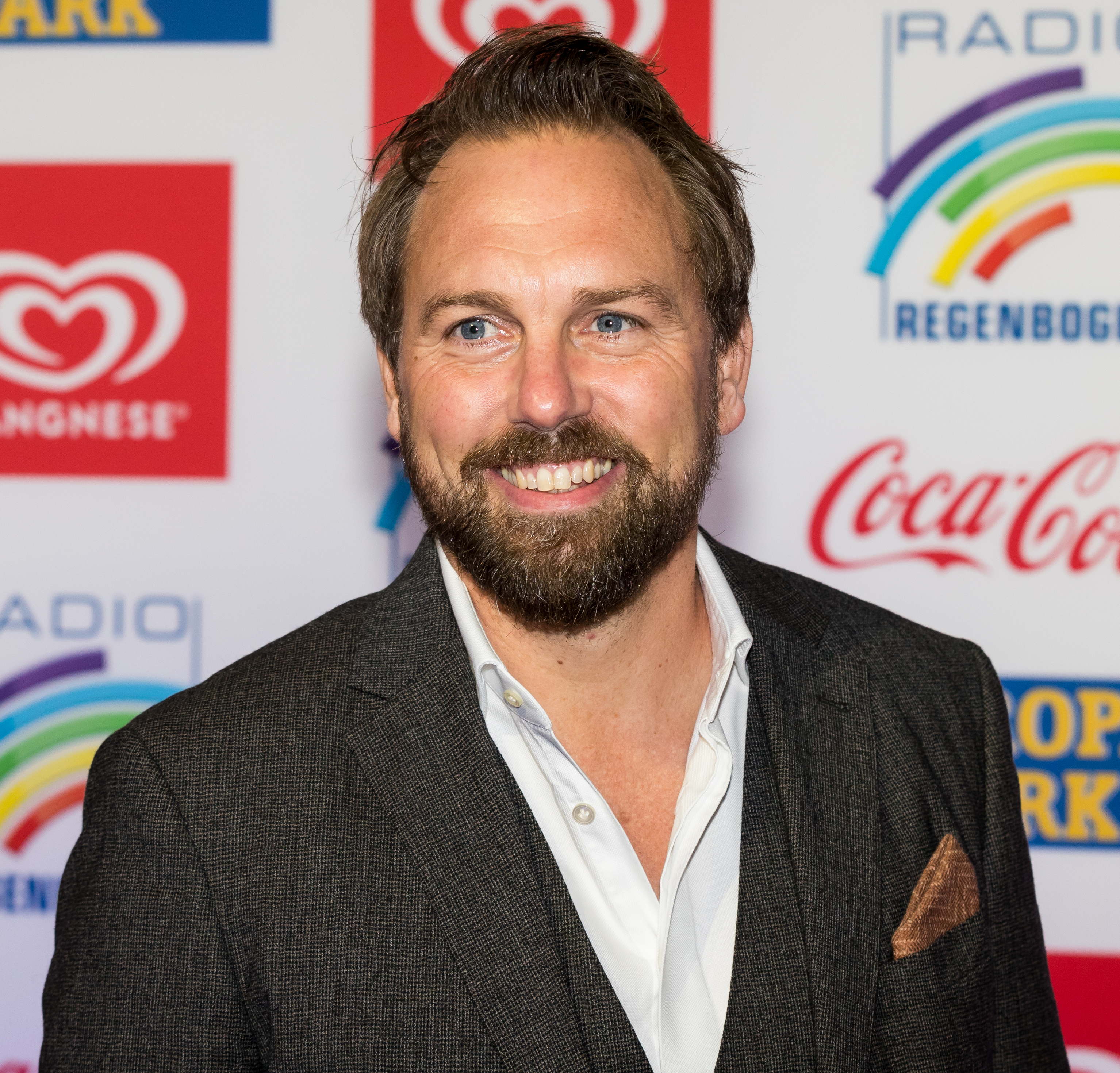
Moderator Steven Gätjen

| Ausgabe | Datum             | Rateteam            | Rateteam       | Rateteam          | Das Phantom       | Das Phantom           | Quelle |
| Ausgabe | Datum             | Rateteam            | Rateteam       | Rateteam          | Person            | Bekannt als           | Quelle |
| ------- | ----------------- | ------------------- | -------------- | ----------------- | ----------------- | --------------------- | ------ |
| 1       | 26. Oktober 2021  | Edin Hasanovic      | Nora Tschirner | Karoline Herfurth | Lothar Matthäus   | Fußballspieler        | [ 2 ]  |
| 2       | 2. November 2021  | Linda Zervakis      | Max Mutzke     | Sasha             | Moritz Bleibtreu  | Schauspieler          | [ 3 ]  |
| 3       | 9. November 2021  | Jeannine Michaelsen | Michael Beck   | Tom Beck          | Thomas Gottschalk | Moderator/Entertainer | [ 4 ]  |
| 4       | 16. November 2021 | Frederick Lau       | Smudo          | Karoline Herfurth | David Hasselhoff  | Sänger/Schauspieler   | [ 5 ]  |

## Phantome Staffel 1

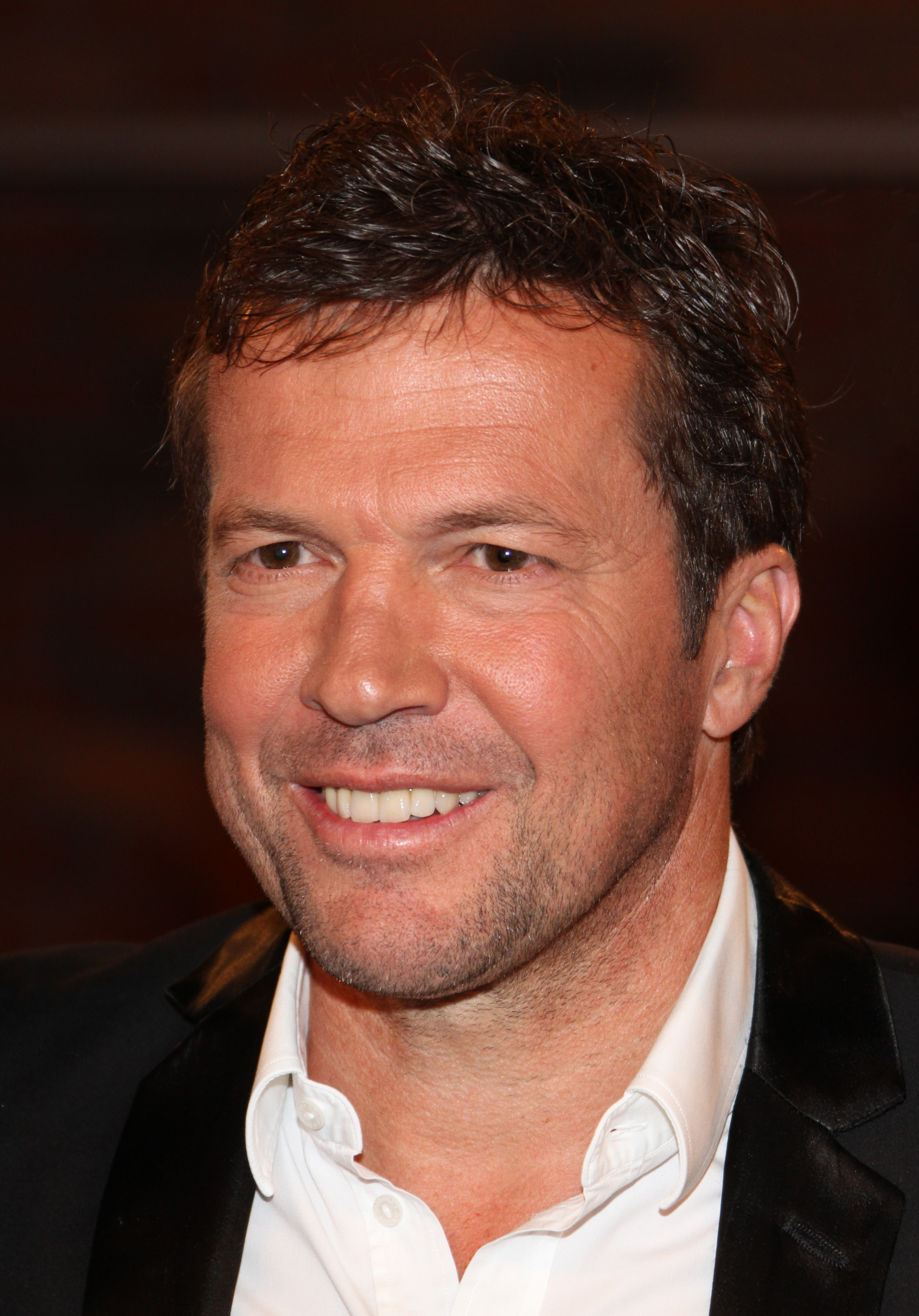
Lothar Matthäus
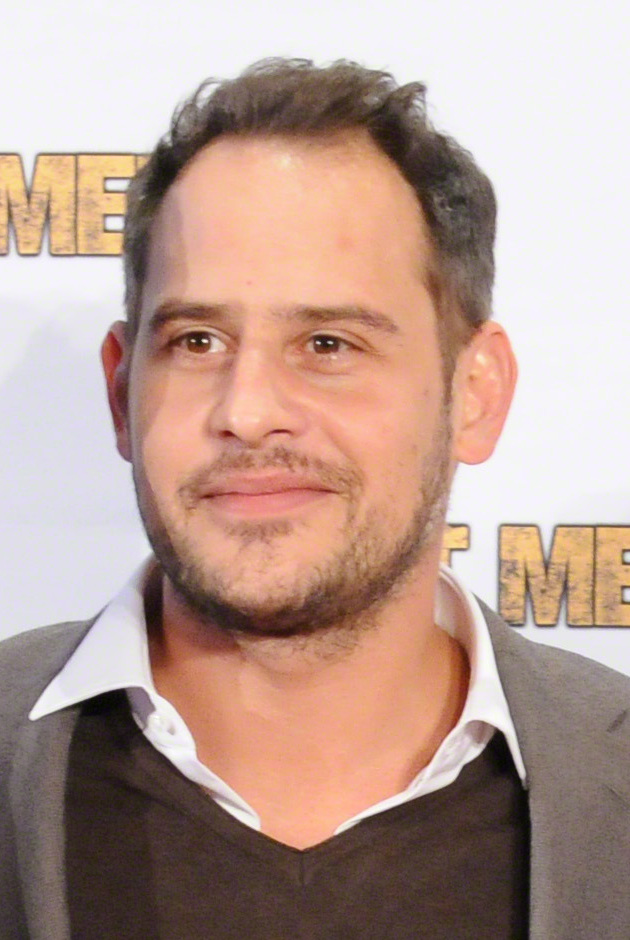
Moritz Bleibtreu
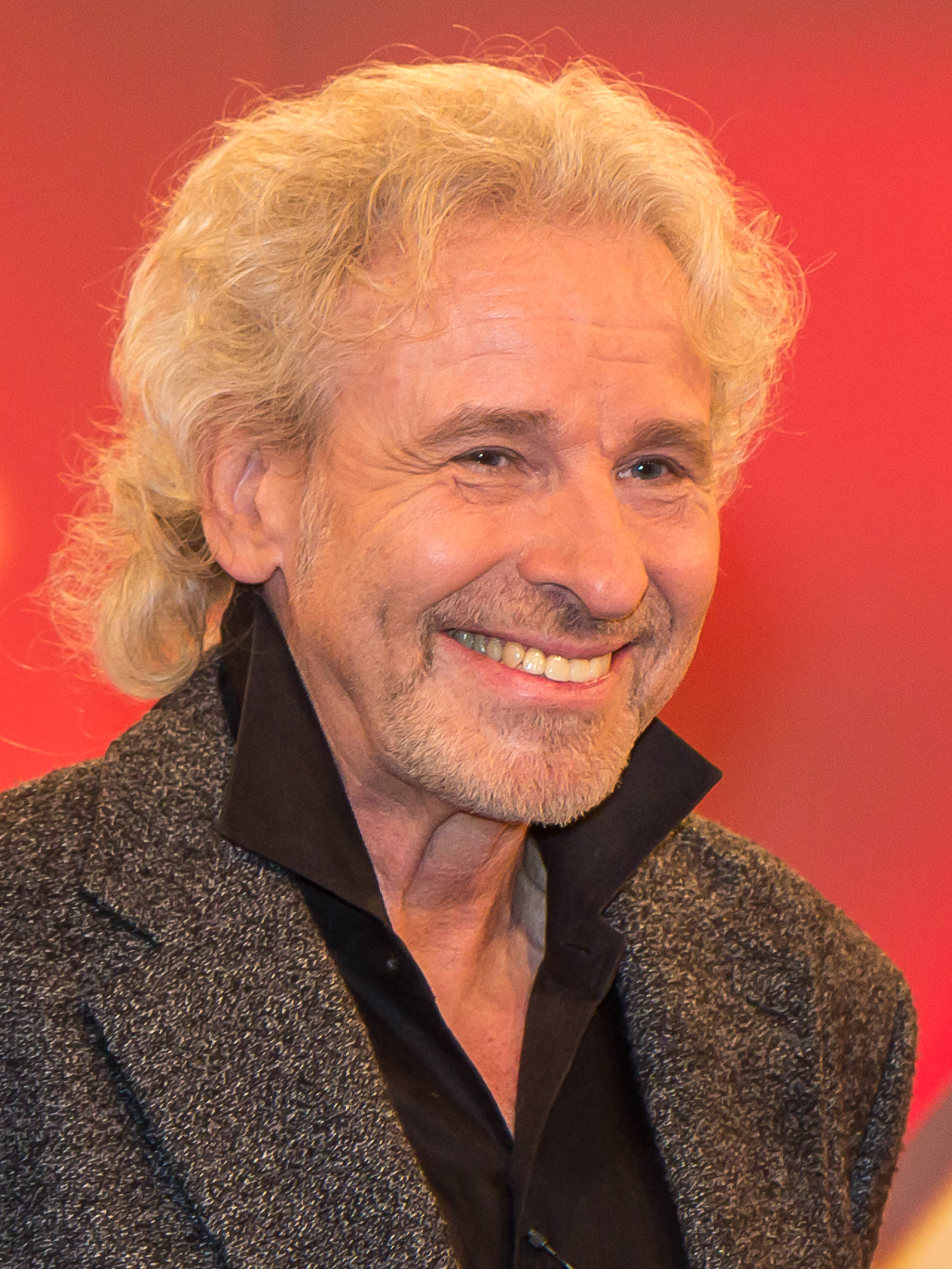
Thomas Gottschalk
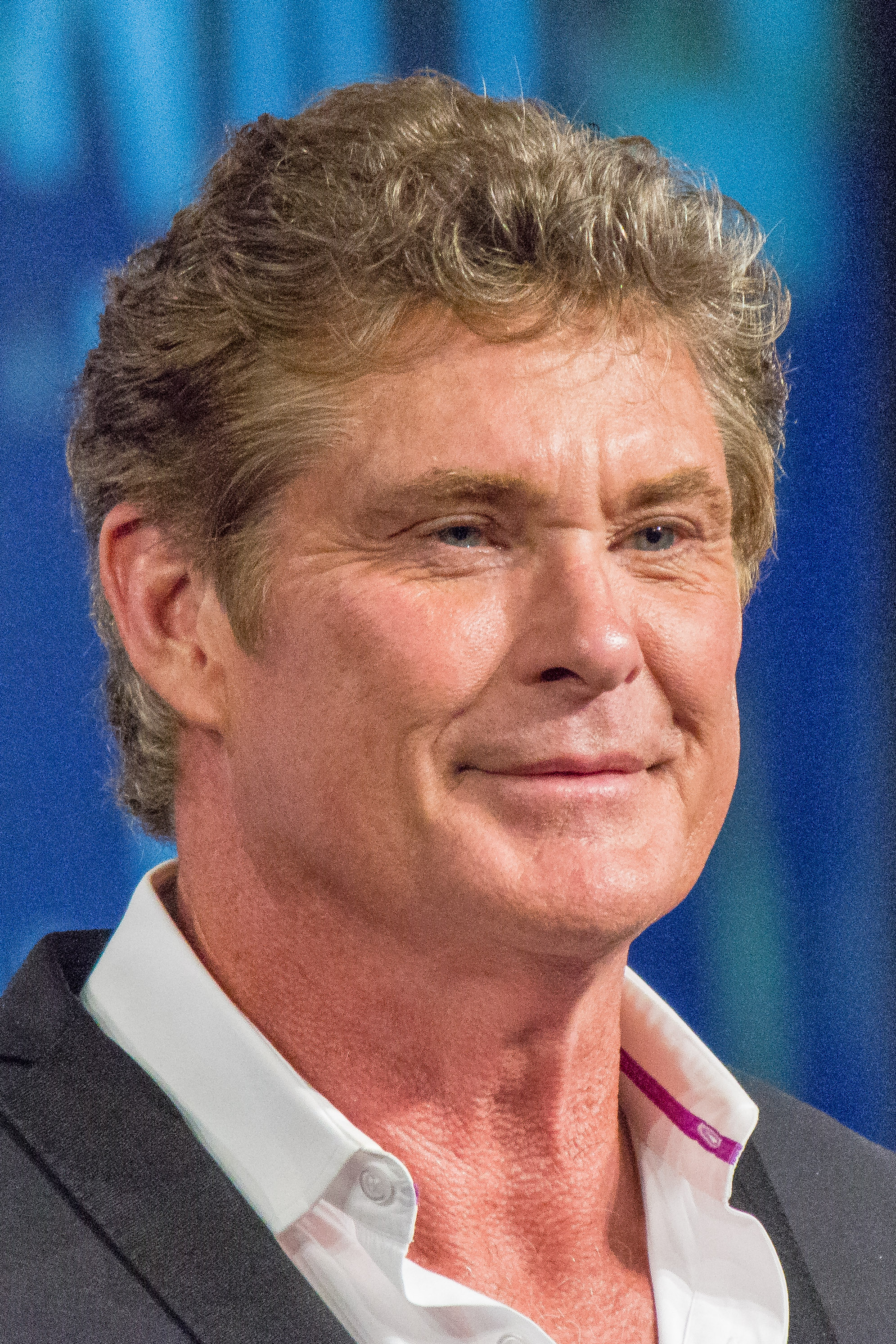
David Hasselhoff